# Metopochetus perclusus
Metopochetus perclusus är en tvåvingeart som först beskrevs av Walker 1864.  Metopochetus perclusus ingår i släktet Metopochetus och familjen skridflugor. Inga underarter finns listade i Catalogue of Life.